# 香港二元硬幣
二元硬幣是一種現行流通的香港貨幣，面額為$2港元。香港人以「兩蚊銀」作為二元的稱呼。

## 歷史
1973年11月，香港總督成立「硬幣檢討委員會」(Coinage Review Committee)，研究如何改變香港的小額貨幣。1975年，政府接納「硬幣檢討委員會」的建議，推行貨幣改革，其中特別關注硬幣的面額、設計、大小、重量、金屬含量及形狀，當中的考慮因素包括鑄造成本、便攜程度、存貨問題、物價模式、接受硬幣和點算硬幣的機器、偽造風險以及未來通行硬幣與紙幣的關係等。經改革後，共有7種不同形狀和金屬含量的硬幣，包括5仙、1毫、2毫、5毫、1元、2元、5元硬幣可供香港流通。首枚2元硬幣以紅銅鎳合金鑄造，呈12角海扇形，具平滑邊緣。正面為英女皇伊利莎白二世戴小冠冕右側半身像，刻有「QUEEN ELIZABETH THE SECOND」名號；背面中央刻有香港徽號頂端部分的一頭小獅子，下方是「1975」字樣。英文字 「HONG KONG TWO DOLLARS」 與「中文香港貳圓」交替圍繞著硬幣邊。此款式的女皇頭像由Arnold Machin設計 。
1985年，二元硬幣換上新的女皇頭像。女皇像年紀稍長，皇冠經過重新設計。此款式的女皇頭像由Raphael David Maklouf設計，硬幣正面的女皇像頸上刻有該設計師名字的縮寫 「RDM」 。
自1993年起，鑑於香港主權即將在1997年回歸中國，政府陸續推出了新系列硬幣。香港市花洋紫荊取代了硬幣正面原有的女皇頭像，而硬幣背面的設計則簡化為一個表示面額的阿拉伯數字。新款式的2元硬幣沿用1975年至1992年的直徑、重量以及厚度，同樣呈12角海扇形，具平滑邊緣。正面則飾有洋紫荊，背面是大「2」字。
1997年，為紀念香港回歸，政府發行了一套由1毫至10元有特別圖案的硬幣。2元硬幣正面飾有洋紫荊，背面飾有和合二仙圖。

## 發行量
| 年份 | 發行量    |
| ---- | --------- |
| 1975 | 6000萬    |
| 1978 | 50.4萬    |
| 1979 | 903.2萬   |
| 1980 | 3000萬    |
| 1981 | 3000萬    |
| 1982 | 3000萬    |
| 1983 | 700.2萬   |
| 1984 | 2200.2萬  |
| 1985 | 1000.2萬  |
| 1986 | 1500萬    |
| 1987 | 不詳      |
| 1988 | 5000萬    |
| 1989 | 3300萬    |
| 1990 | 不詳      |
| 1992 | 4370萬    |
| 1993 | 1億5000萬 |
| 1994 | 1億       |
| 1995 | 9000萬    |
| 1997 | 1.03億    |
| 1998 | 1.7億     |
| 2012 | 8000萬    |
| 2013 | 8000萬    |
| 2015 | 7000萬    |
| 2017 | 5000萬    |
| 2019 | 9000萬    |

### 腳注
1. ↑  Ma Tak Wo 2004, Illustrated Catalogue of Hong Kong Currency, Ma Tak Wo Numismatic Co., LTD Kowloon Hong Kong. ISBN 962-85939-3-5 ，Circulating Mintage quantities （2010-04-28）
2. ↑  1993年至2011發行的洋紫荊設計流通硬幣，是由英國皇家鑄幣廠及加拿大皇家鑄幣廠鑄造。其中，由加拿大皇家鑄幣廠鑄造的，包括鑄幣年份為1997年的2毫、1998年的2毫及2元、以及2015年的1元及2元。

### 來源
書籍
Ma Tak Wo 2004, Illustrated Catalogue of Hong Kong Currency, Ma Tak Wo Numismatic Co., LTD Kowloon Hong Kong. ISBN 962-85939-3-5
- Cribb, Joe. . Spink & Son Limited. 1987. ISBN 0907-605-22-2.

網頁
- 陳成漢. . 2012  [2016-12-19]. （原始内容存档于2016-12-20） （中文）. （页面存档备份，存于）
- 任志剛. . 1999-11-18  [2016-12-19]. （原始内容存档于2016-12-20） （中文）. （页面存档备份，存于）